# Фарос
Фа́рос (араб. منارة‎, греч. Φάρος) — небольшой остров в Средиземном море у побережья Египта, в устье Нила, соединённый посредством мола с Александрией в 285 году до н. э.

## Александрийский маяк

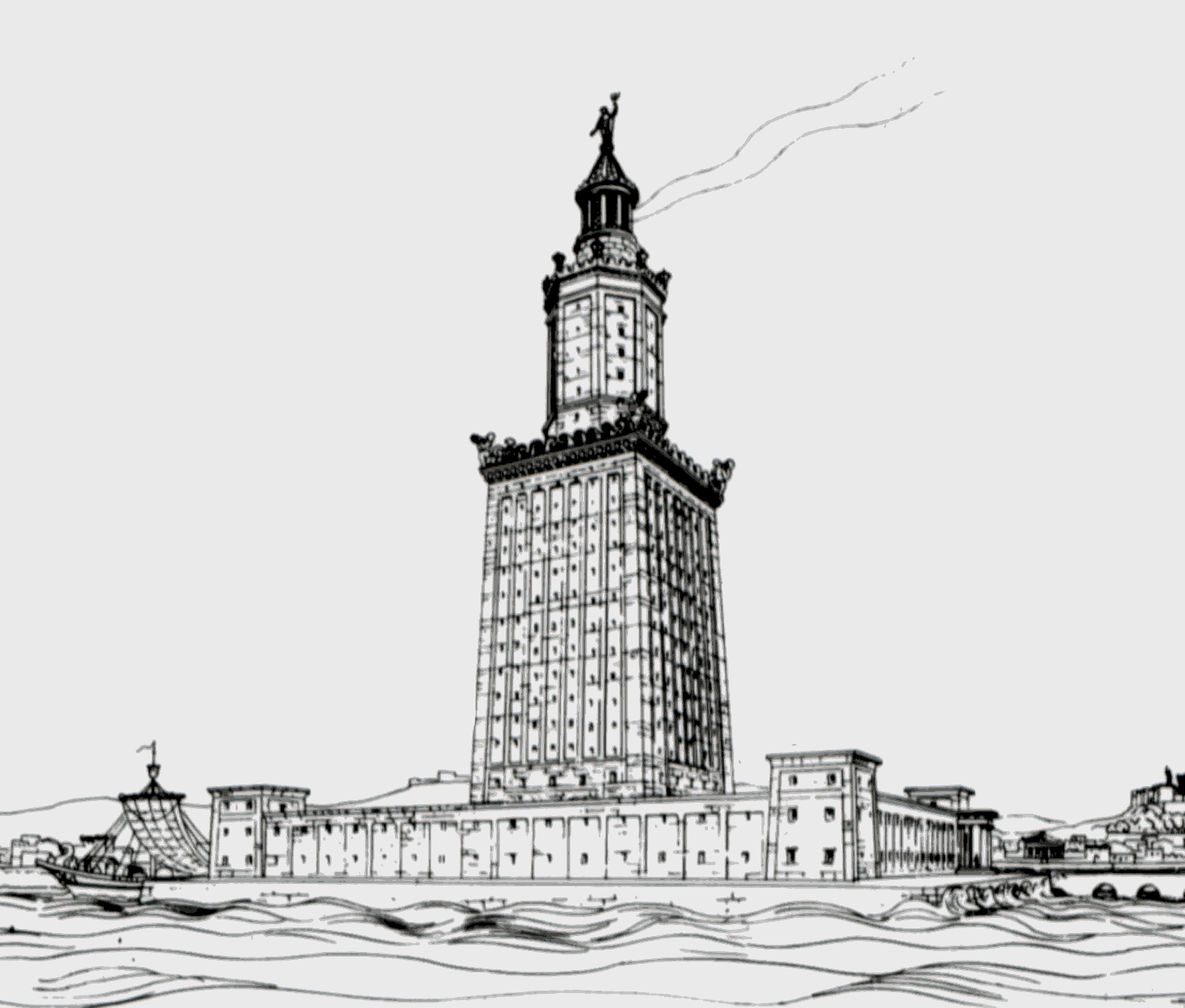
Рисунок немецкого археолога Г. Тирша (1909 г.)

Александрийский маяк был построен в III веке до н. э. в египетском городе Александрия, чтобы корабли могли благополучно миновать рифы на пути в александрийскую бухту. Это был первый в мире маяк и простоял он почти тысячу лет, но в 796 году н. э. был сильно поврежден землетрясением. Впоследствии пришедшие в Египет арабы пытались восстановить его, и к XIV веку высота маяка составляла около 30 м. В XIV веке маяк был полностью уничтожен землетрясением. Его обломки использовались для постройки крепости.
Александрийский маяк являлся одним из семи чудес Древнего мира.

## Фарос в этимологии
От названия острова Фарос, знаменитого своим маяком, произошло слово фара.